# Flaga Karelo-Fińskiej SRR
Flaga Karelo-Fińskiej Socjalistycznej Republiki Radzieckiej w opisanej postaci obowiązywała w latach 1953–1956.
Dominującym kolorem flagi była czerwień – barwa flagi ZSRR, zajmująca 19/30 szerokości w górnej części bandery. Kolor ten od czasów Komuny Paryskiej był symbolem ruchu komunistycznego i robotniczego, jako nawiązanie do przelanej przez robotników krwi. Dolne połowa podzielona była na dwa poziome pasy – niebieski – zajmujący 1/6 i zielony – zajmujący 1/5 szerokości flagi.
Flaga w lewym górnym rogu zawierała wizerunek złotego sierpa i młota oraz umieszczoną nad nimi czerwoną pięcioramienna gwiazdę w złotym obramowaniu. Sierp i młot symbolizowały sojusz robotniczo-chłopski, a czerwona gwiazda – przyszłe, spodziewane zwycięstwo komunizmu we wszystkich pięciu częściach świata. Ponadto przez takie umieszczenie symboli flaga nawiązywała graficznie do flagi ZSRR.
Po włączeniu Karelo-Fińskiej SRR w skład Rosyjskiej FSRR w 1956 r. (jako Karelska ASRR) flagą tej republiki stała się nieznacznie zmodyfikowana flaga Rosyjskiej FSRR. Gdy po rozpadzie Związku Radzieckiego Karelia uzyskała status podmiotu Federacji Rosyjskiej, przy opracowywaniu nowej flagi oparto się na wzorcu z 1953 r., po zmianie proporcji i usunięciu sierpa i młota

## Pierwotna wersja flagi Karelo-Fińskiej SRR

Flaga z lat 1940–1953

Po ustanowieniu 31 marca 1940 r. Karelo-Fińskiej Socjalistycznej Republiki Radzieckiej przyznana jej flaga była koloru czerwonego, w lewym górnym rogu znajdował się mały sierp i młot barwy złotej, a pod nim, także złotymi literami częściowo skrócona nazwa republiki w języku rosyjskim (cyrylicą): Карело-Финская ССР i poniżej po karelsku (alfabetem łacińskim): Karjalais-Suomalainen SNT.